# إيس جونيور إيس
ايس جونيور ايس  (بالإنجليزية: Ace Junior Ace) هي طائرة رياضية أنتجت في الولايات المتحدة. من صناعة شركة ايس لصناعة الطائرات. صنع منها 202 طائرة، وسعر الطائرة الواحدة منها هو قرابة 1800 to build في 1971 دولار.